# Furacão Dennis
O furacão Dennis foi um furacão "maior" de formação antecipada que esteve ativo na região do Caribe e no golfo do México durante a bastante ativa Temporada de furacões no oceano Atlântico de 2005. Dennis foi a quarta tempestade tropical dotada de nome, o segundo furacão e o primeiro furacão "maior" da temporada. Por se formar durante o mês de Julho, o furacão bateu vários recordes de atividade tropical e de formação antecipada, se tornando tanto o sistema tropical com nome começado em "D" a se formar de forma mais antecipada numa temporada como o mais intenso furacão atlântico a se formar antes de Agosto, sendo que o último Dennis deteve apenas por seis dias antes de ser superado pelo furacão Emily.
Dennis atingiu Cuba em duas ocasiões como um furacão de categoria 4 na escala de furacões de Saffir-Simpson e fez landfall no panhandle da Flórida como um furacão de categoria 3, menos de um ano depois do furacão Ivan fazer o mesmo. Dennis causou no mínimo 89 mortes (42 diretas) e (63) feridos nos Estados Unidos e no Caribe e causou 2,23 bilhões de dólares (valores em 2005) em prejuízos somente dos Estados Unidos, bem como um valor equivalente em prejuízos no Caribe e principalmente em Cuba.

## História meteorológica

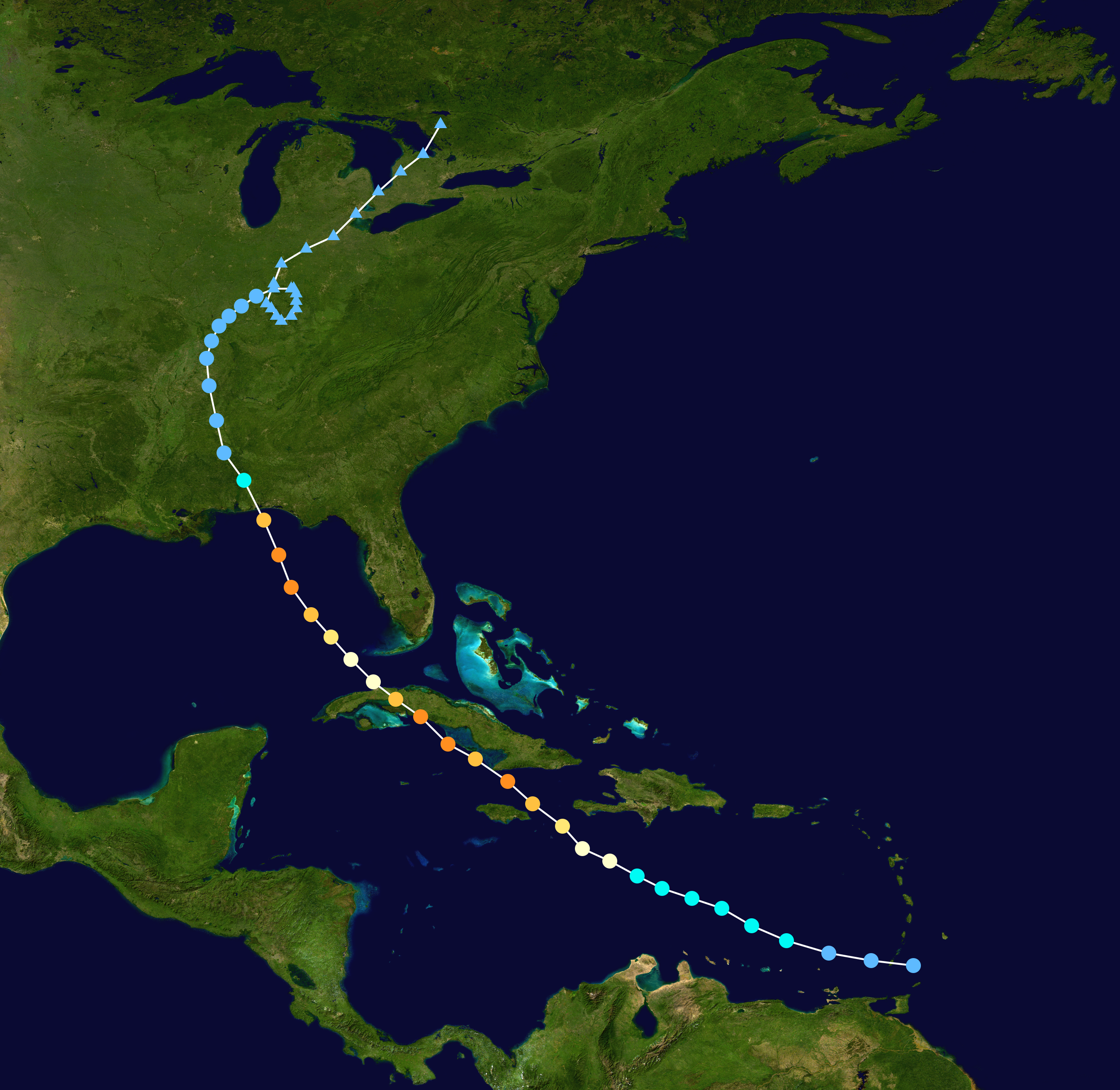
O caminho de Dennis

Dennis começou como a depressão tropical Quatro no sudeste do mar do Caribe na noite de 4 de Julho, sendo o primeiro sistema tropical a se formar distante das costas do México e da América Central. Quase que imediatamente, o sistema fez landfall em Granada como uma depressão tropical, com ventos de até 45 km/h. Na manhã de 5 de Julho, a depressão de fortaleceu para a tempestade tropical Dennis no leste do Caribe; este evento foi a mais antecipada formação da quarta tempestade tropical dotada de nome no Atlântico numa temporada (para fins de comparação, durante a temporada de 2004, o furacão Alex, o primeiro sistema tropical daquela temporada, se formou no começo de Agosto, e o furacão Charley atingiu Cuba em 12 de Agosto). Dennis então começou a seguir rapidamente para oeste-noroeste.
Estava claro em modelos de previsão de furacões que Dennis tinha o potencial de ser uma intensa tempestade e já estava previsto que o sistema iria se tornar um furacão "maior" enquanto o sistema ainda era uma depressão. Dennis alcançou a intensidade de um furacão na tarde de 6 de Julho enquanto se aproximava da costa sul da ilha de Hispaniola e rapidamente se tornou um furacão de categoria 1 na escala de furacões de Saffir-Simpson. No dia seguinte, Dennis se fortaleceu para um furacão "maior" de categoria 4, se tornando o furacão que alcançou essa intensidade de forma mais antecipada na temporada desde o furacão Audrey na temporada de 1957. Após a rápida intensificação, Dennis começou a seguir mais ligeiramente ao norte, seguindo pelo mar do Caribe entre a Jamaica e o Haiti em 7 de Julho; ambos os países experimentaram fortes chuvas e ventos. Assim que Dennis se aproximava de Cuba e se fortalecendo para um nível logo abaixo da categoria 5, a trajetória de Dennis começou a ficar instável. Os meteorologistas do Centro Nacional de Furacões (NHC) disseram que "este tipo de trajetória errática não é anormal para furacões "maiores" em desenvolvimento". Ainda naquele dia, avisos de furacões foram emitidos para a costa cubana às 15:00 (UTC). Dennis fez landfall perto de Punta del Inglés com ventos de até 220 km/h mais tarde naquele dia e se enfraqueceu para um furacão de categoria 3 enquanto cruzava a península. Após seguir sobre o golfo de Guacanayabo, Dennis voltou a se intensificar, alcançando novamente seu pico de intensidade, com ventos máximos sustentados de 240 km/h. O furacão, então, atingiu a costa sudoeste cubana, logo a oeste de Punta Mangles Altos em 8 de Julho, novamente com ventos de até 220 km/h.

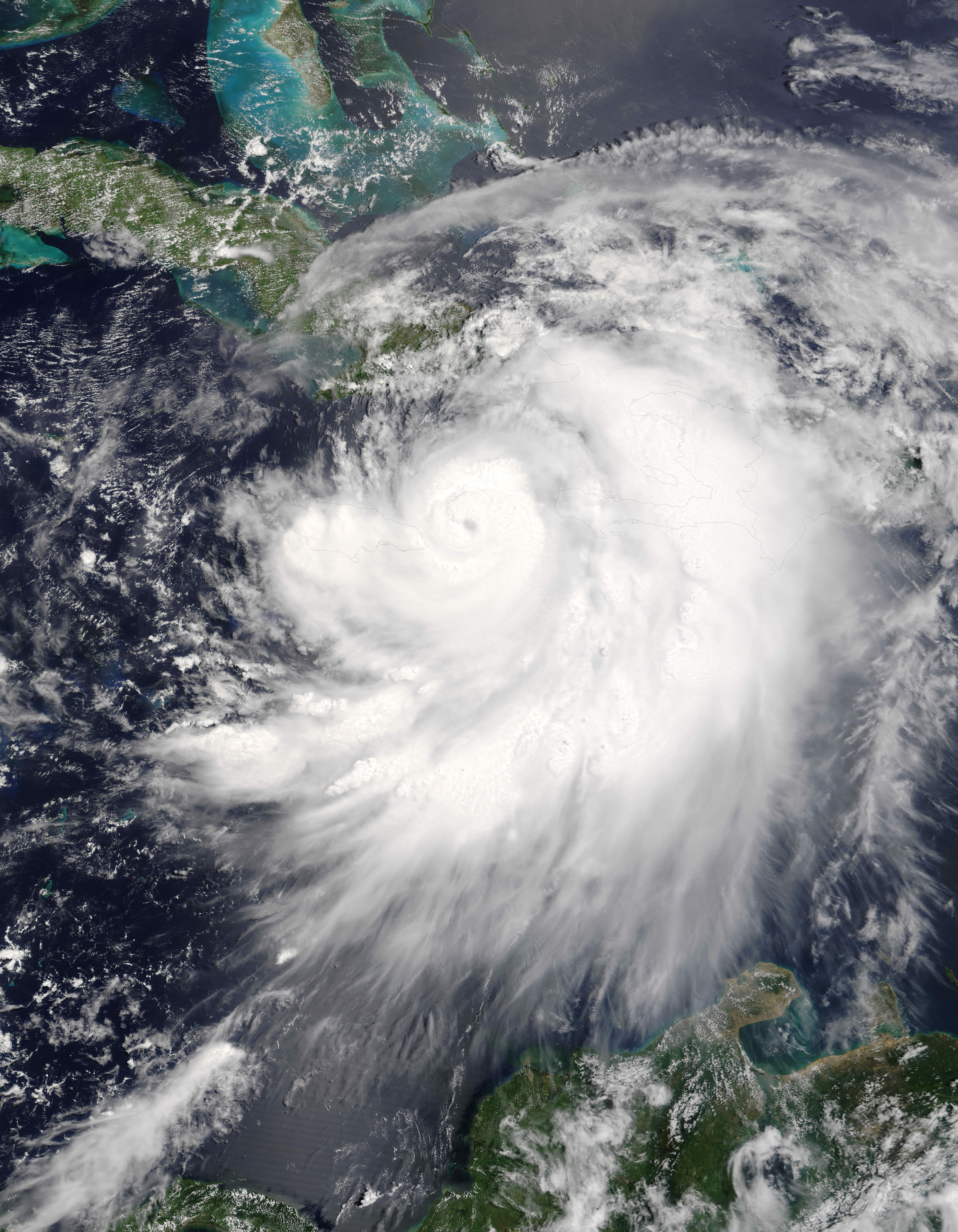
O furacão Dennis às 15:50 (UTC) de 7 de Julho, começando a passar ao norte da Jamaica. A ilha, o leste de Cuba e a ilha de Hispaniola foram obscurecidos pela tempestade

Assim que o sistema cruzou os terrenos montanhosos cubanos, a circulação ciclônica de baixos níveis ficou prejudicada, causando o enfraquecimento de Dennis, que se enfraqueceu para um furacão de categoria 1. No entanto, os meteorologistas do NHC continuaram a indicar a possibilidade de Dennis voltar a ser um furacão de categoria 4 após o restabelecimento das áreas de convecção, além das condições meteorológicas continuarem favoráveis. A previsão de confirmou quando Dennis se intensificou rapidamente na tarde de 9 de Julho sobre a corrente de Loop do golfo do México, uma reintensificação descrita pelo NHC como ocorrida "a um nível beirando à insanidade". A tempestade alcançou novamente a intensidade de um furacão de categoria 4 na manhã de 10 de Julho. Ao meio-dia (UTC), a tempestade alcançou seu pico definitivo de intensidade, com uma pressão central mínima de 930 mbar, se tornando o furacão atlântico mais intenso a estar ativo antes de Agosto; o novo recorde durou apenas por seis dias antes do furacão Emily ter superado Dennis, alcançando uma pressão central mínima de 929 mbar.
A tempestade continuou a seguir para norte-noroeste em direção à costa do golfo central dos Estados Unidos, que já tinha sido atingida pela tempestade tropical Arlene em Junho e pelo furacão Cindy na semana anterior. Na manhã de 10 de Julho, avisos de furacões foram emitidos para a Costa do Golfo dos Estados Unidos, mais precisamente para as costas do panhandle da Flórida, do Alabama e do Mississippi, com avisos de tempestade tropical sendo estendidos mais a oeste e mais a leste ao longo da costa. O NHC previu Dennis atingindo a costa como um forte furacão de categoria 4 naquela tarde. No entanto, assim como o furacão Ivan, que atingiu a mesma área no ano anterior, a tempestade se enfraqueceu pouco antes do landfall; seus ventos máximos sustentados caíram de 235 km/h, intensidade de um furacão de categoria 4, para 195 km/h, intensidade de um furacão de categoria 3.
O landfall final de Dennis ocorreu na Ilha Santa Rosa, Flórida, entre Pensacola e Navarre Beach, às 19h25 (UTC) de 10 de Julho, como um furacão de categoria 3, com ventos entre 185 e 195 km/h. A mais alta velocidade oficial de uma rajada de vento registrada foi de 195 km/h em Navarre Beach. A tempestade perdeu intensidade durante aquele dia e era uma simples depressão tropical no começo da madrugada (UTC) de 11 de Julho. A depressão persistiu, no entanto, e ganhou um pouco de intensidade enquanto permanecia praticamente estacionária sobre o estado americano de Illinois no dia seguinte. O sistema finalmente se dissipou sobre Ontário, Canadá, em 13 de Julho, terminando assim os avisos de tempestade três dias completos após Dennis ter atingido a costa.

## Preparativos
Combinado com o landfall do furacão Cindy na Costa do Golfo dos Estados Unidos, as incertezas sobre o landfall final de Dennis causaram a disparada do preço do petróleo, que chegou a um preço recorde de 61,28 por barril (valores em 2005), e para 61,50 em 7 de Julho, embora tenham caído para abaixo de 60 dólares em 8 de Julho. Dennis foi originalmente previsto atingir a costa da Luisiana, uma das regiões produtoras de petróleo da costa do golfo. Picos especulativos no preço do petróleo devido ao furacão Dennis previam os picos muito maiores causados pelos furacões Katrina e Rita no final de Agosto e em Setembro.
No Haiti, as autoridades retiraram residentes da costa, mas boa parte das retiradas não eram obrigatórias. Em Cuba, mais de 600 000 pessoas deixaram suas residências para procurarem abrigos emergenciais governamentais ou outros lugares como forma de preparativo à chegada de Dennis. Todas as escolas foram fechadas e a maior parte dos voos no país foram suspensos ou cancelados.
Nos Estados Unidos, os governos da Flórida, do Alabama, do Mississippi e da Luisiana declararam estado de emergência. Às 23h00 (UTC) de 9 de Julho, todas as estradas ao sul da Intersate 65, entre Mobile e Montgomery, foram fechadas. O tráfego foi redirecionado, com todas as pistas em direção ao norte para permitir as evacuações. Ainda no Alabama, todos os residentes do condado de Mobile e aqueles ao sul da I-10 no condado de Baldwin foram ordenados a deixar suas residências. Ordens semelhantes foram declaradas no Mississippi para parte dos condados de Jackson, de Hancock e de Harrison, além das partes costeiras do panhandle da Flórida, entre os condados de Escambia e de Bay. Da mesma forma, instalações militares tais como a NAS Pensacola, a Whiting Field, a Eglin AFB, a Hurlburt Field e a Tyndall AFB foram evacuadas antes da chegada da tempestade. Além disso, oficiais da Cruz Vermelha abriram 87 abrigos temporários por todo o estado, que foram capazes de abrigar mais de 14 000 pessoas.
Na Flórida, cerca de 50 000 turistas nas Florida Keys foram forçados a deixar as ilhas em 8 de Julho. O MacDill Air Force Base, em Tampa, remanejou temporariamente todas as suas aeronaves para a McConnell Air Force Base perto de Wichita, Kansas. 700 000 pessoas foram retiradas de áreas de risco no panhandle da Flórida nos dias precedentes à chegada de Dennis à região, sendo que 100 000 somente no condado de Escambia. Como resultado das grandes evacuações, mais de 300 caminhões proveram cerca de 1,8 milhões de galões de gasolina. A Cruz Vermelha também deslocou cerca de 60 cantinas móveis capazes de servir 30 000 refeições por dia em Hattiesburg e em Jackson, no Mississippi. Guardas nacionais foram mobilizados e quatro equipes de emergências médicas, cada uma capaz de montar um pequeno hospital, ficaram em estado de atenção. Também, em Egin Air Force Base, cerca de 20 000 militares foram retirados, além da retirada de 15 000 militares e suas famílias em Hurlburt Field.

## Impactos
O furacão Dennis causou entre 4 a 6 bilhões de dólares (valores em 2005) e pelo menos 89 mortes e (63) feridos em sua trajetória no Haiti, na Jamaica, em Cuba e no Estados Unidos.

### Caribe
Dennis afetou primeiramente a Jamaica enquanto era uma fraca tempestade. Uma pessoa foi morta e os danos foram estimados em 32 milhões de dólares (valores em 2005).
No Haiti, a Organização Pan-Americana de Saúde relatou a ocorrência de 56 fatalidades e de 36 feridos; a tempestade também destruiu 929 residências e danificou outras 3 000, deixando 1 500 famílias desabrigadas. Entre as fatalidades, 16 foram mortos quando uma ponte ruiu durante a passagem do furacão. Além do mais, 24 pessoas ainda estão listadas como desaparecidas.
De lá, a tempestade seguiu para Cuba, deixando 16 pessoas mortas e 1,4 bilhões de dólares (valores em 2005) em prejuízos assim que despejava sua fúria pela ilha, danificando residências e derrubando árvores e linhas de transmissão de eletricidade. Fortes chuvas ocorreram naquele país, com precipitação acumulada de 1 092 mm em algumas localidades. Estes registros fizeram de Dennis o furacão mais chuvoso a passar pela ilha cubana desde o furacão Flora, em 1963. De acordo com relatos do governo cubano, 120 000 residências foram danificadas, 15 000 dos quais foram totalmente destruídas. As plantações de vegetais e de cítricos foram devastadas; estas são as duas principais plantações em Cuba. Além disso, Fidel Castro recusou publicamente a ajuda dos Estados Unidos após a passagem do furacão como protesto ao bloqueio econômico dos Estados Unidos contra Cuba, dizendo que "Se eles oferecerem 1 bilhão de dólares, falaremos não". Relatos de meteorologistas cubanos disseram que uma rajada de vento de 239 km/h foi registrada na província de Cienfuegos. Além disso, disseram que 85% das linhas de transmissão de eletricidade foram ao chão, além de extensos danos à infraestrutura das comunicações. Dennis foi mais destrutivo do que o furacão Charley, do ano anterior, e, segundo as autoridades cubanas, foi o pior furacão a atingir Cuba desde o furacão Flora na temporada de 1963.

### Estados Unidos
Nos Estados Unidos, os danos não foram tão altos como originalmente previstos, devido principalmente à natureza mais compacta e pela velocidade de deslocamento mais alta do que previsto anteriormente. Dennis fez landfall a aproximadamente 48 km a leste de onde o furacão Ivan ter feito o mesmo dez meses antes, mas não fez tantos estragos quanto Ivan, devido à sua rápida velocidade de deslocamento, à sua natureza compacta, e também porque a área não tinha se recuperado totalmente dos estragos causados por Ivan. Dennis seguia a pelo menos 11 km/h mais veloz do que Ivan no momento do landfall, e seu raio de ventos superiores a 120 km/h era de apenas 65 km, sendo que Ivan tinha 170 km. Durante a passagem da tempestade, Dennis produziu marés ciclônicas tão altas quanto 3 m na região da baía de Apalachee, e tão altas quanto 2 m no panhandle da Flórida, além de deixar cerca de 680 000 pessoas sem o fornecimento de eletricidade em pelo menos quatro estados americanos.

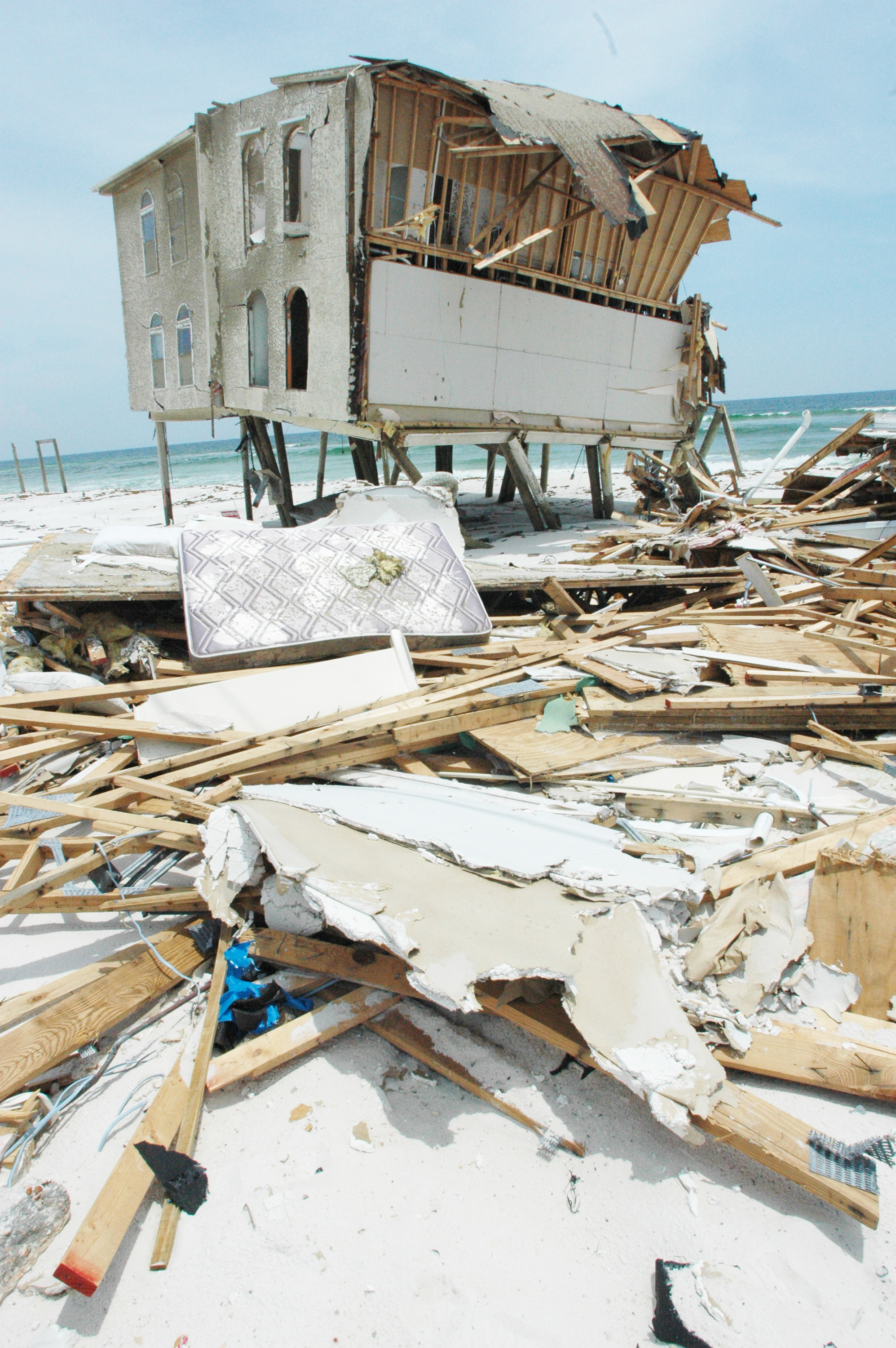
Uma residência defronte ao mar em Navarre Beach, Flórida, que foi praticamente destruída pelo furacão Dennis

No sul da Flórida, os danos foram limitados a moderadas rajadas de vento; no condado de Miami-Dade, as rajadas de vento derrubaram vários postes de iluminação ao longo da U.S. Route 1 na Flórida, a única rota de saída e de entrada das Florida Keys. Um homem morreu em Fort Lauderdale quando ele pisou num cabo caído de eletricidade e foi eletrocutado. Os danos foram na maior parte mínimos e limitados às bandas externas da tempestade e aos tornados na região central da Flórida. Os danos mais severos ocorreram no panhandle da Flórida. Em Navarre Beach, ventos sustentados de 158 km/h foram registrados, com rajadas de 195 km/h, enquanto que uma torre no Aeroporto Regional de Pensacola registrou ventos sustentados de 132 km/h com rajadas de 154 km/h. Em Milton, foi registrado uma precipitação acumulada de 180 mm, a maior precipitação acumulada registrada na Flórida causada por Dennis.  Nenhum dano significativo foi relatado na maior parte das construções; no entanto, seguradoras estimaram inicialmente prejuízos de 3 a 5 bilhões, ou de 6 a 10 bilhões em prejuízos totais (os danos sob seguro são geralmente contados como a metade dos prejuízos totais). No entanto, o Relato Oficial do NHC sobre o furacão Dennis relatou apenas 2,23 bilhões em danos nos Estados Unidos.
No Alabama, os ventos sustentados tiveram a intensidade de um furacão mínimo no interior do estado. No total 280 000 pessoas no Alabama ficaram sem o fornecimento de eletricidade durante a passagem da tempestade. No estado, nenhuma morte ocorreu, embora tenha o furacão tenha causado três feridos.  Os prejuízos totais no estado chegaram a 127 milhões de dólares (valores em 2005); boa parte dos prejuízos foram causados devido a danos em construções. Também houve sérios danos à plantações de algodão. No Mississippi, os prejuízos não foram tão severos como previsto anteriormente. Assim que Dennis atingiu aquele estado, uma maré ciclônica de 0,61 - 1,2 metros acima do normal foi registrada. A precipitação acumulada variou entre 25 e 125 mm, e a menor pressão atmosférica foi de 994,2 mbar, registrada perto de Pascagoula. As rajadas de vento chegaram a 95 km/h, causando danos a milhares de árvores e danificando 21 residências.
Dennis causou pelo menos 10 tornados nos Estados Unidos, embora nenhum deles tenha alcançando a intensidade F1 na escala Fujita. A tempestade causou 2500 mm de chuvas em algumas áreas do Alabama e da Geórgia. Partes da Geórgia, que tinham recebido chuvas intensas causadas pela passagem do furacão Cindy dias antes, sofreram com severas enchentes, além de enxurradas relatadas nas vizinhanças da região metropolitana de Atlanta.
Nos Estados Unidos, 15 mortes foram relatadas devido à passagem de Dennis, 14 somente na Flórida, incluindo uma no condado de Walton, três no condado de Broward, três no condado de Charlotte e um nos condados de Nassau e Escambia, além de um na cidade de Decatur, na Geórgia. No golfo do México, a tempestade danificou seriamente o Thunder Horse, uma plataforma petrolífera da BP a cerca de 240 km a sudeste de Nova Orleans, Luisiana, causando à plataforma a declinar seriamente.

### Tornados
| Lista de tornados confirmados - Sábado, 9 de Julho de 2005                                         | Lista de tornados confirmados - Sábado, 9 de Julho de 2005 | Lista de tornados confirmados - Sábado, 9 de Julho de 2005 | Lista de tornados confirmados - Sábado, 9 de Julho de 2005 | Lista de tornados confirmados - Sábado, 9 de Julho de 2005 | Lista de tornados confirmados - Sábado, 9 de Julho de 2005                                                                   |
| -------------------------------------------------------------------------------------------------- | ---------------------------------------------------------- | ---------------------------------------------------------- | ---------------------------------------------------------- | ---------------------------------------------------------- | --- |
| F#                                                                                                 | Localidade                                                 | Condado                                                    | Hora (UTC)                                                 | Comprimento da trajetória                                  | Danos |
| Flórida                                                                                            |                                                            |                                                            |                                                            |                                                            | |
| F0                                                                                                 | Sul de Wauchula                                            | Hardee                                                     | 09h50                                                      | 1,6 km                                                     | Breve toque ao chão, uma pousada de madeira foi totalmente destruída. Cerca de 50 000 dólares em prejuízos.                  |
| F1                                                                                                 | Leste-nordeste of Bradenton                                | Manatee                                                    | 10h00                                                      | 800 m                                                      | Breve toque ao chão, um celeiro de concreto entrou em colapso. Várias árvores ao chão. Cerca de 210 000 dólares em prejuízos |
| F0                                                                                                 | Região de Tampa                                            | Hillsborough                                               | 10h30                                                      | 500 m                                                      | Breve toque ao chão, danos pequenos a uma construção, além da derrubada de várias árvores.                                   |
| F0                                                                                                 | Sudoeste de Brandon                                        | Hillsborough                                               | 10h30                                                      | 1 km                                                       | Breve toque ao chão, 18 residências danificadas, além da queda de várias árvores. Cerca de 40 000 dólares em prejuízos.      |
| F0                                                                                                 | Sudeste de Pinellas Park                                   | Pinellas                                                   | 10h55                                                      | 200 m                                                      | Breve toque ao chão, apenas árvores foram danificadas.                                                                       |
| F0                                                                                                 | Nordeste de Mango                                          | Hillsborough                                               | 16h00                                                      | 800 m                                                      | Breve toque ao chão, sem prejuízos relatados.                                                                                |
| F0                                                                                                 | Norte de Lecanto                                           | Citrus                                                     | 18h40                                                      | 1,1 km                                                     | Breve toque ao chão, apenas danos a árvores.                                                                                 |
| F0                                                                                                 | Região de Live Oak                                         | Suwannee                                                   | 02h40                                                      | 1,6 km                                                     | Breve toque ao chão, danos a várias residências.                                                                             |
| Lista de tornados confirmados - Domingo, 10 de Julho de 2005                                       |                                                            |                                                            |                                                            |                                                            | |
| Flórida                                                                                            |                                                            |                                                            |                                                            |                                                            | |
| F0                                                                                                 | Norte de Live Oak                                          | Suwannee                                                   | 21h40                                                      | 16,1 km                                                    | Uma residência e um estacionamento danificados pelo tornado.                                                                 |
| Lista de tornados confirmados - Segunda, 11 de Julho de 2005                                       |                                                            |                                                            |                                                            |                                                            | |
| Geórgia                                                                                            |                                                            |                                                            |                                                            |                                                            | |
| F0                                                                                                 | Sudoeste de Cleveland                                      | White                                                      | 01h40                                                      | 8 km                                                       | Dois celeiros destruídos, além de mais de 300 árvores danificadas. Cerca de 75 000 dólares em prejuízos.                     |
| Fontes: «NCDC». web.archive.org «Tornado History Project 7/9-11/05». www.tornadohistoryproject.com |                                                            |                                                            |                                                            |                                                            | |

### Retirada do nome
O nome Dennis foi retirado da lista de nomes de furacões durante a primavera (hemisfério norte) de 2006 e nunca será utilizado novamente para dar nome a um furacão atlântico. O nome substituto escolhido é Don, na lista III da lista de nomes de furacões no Atlântico, que será utilizado pela primeira vez durante a temporada de 2011.